# Augustin Grischow
Augustin Grischow, auch August Grischow (* 13. Dezember 1683 in Anklam; † 10. November 1749 in Berlin) war ein deutscher Mathematiker und Meteorologe.

## Leben
Augustin Grischow war der Sohn eines Anklamer Kaufmanns. Er ging in Anklam und Danzig zur Schule und studierte an der Universität Jena Theologie, Philosophie und Mathematik. Zum Magister promoviert, hielt er in Jena Vorlesungen als Adjunkt der philosophischen Fakultät. Nachdem er durch die Veröffentlichung mehrerer Schriften weiten Kreisen bekannt geworden war, folgte er 1725 einem Ruf auf eine Professur der Mathematik an das Berliner Collegium-Medicum. Wenig später wurde er Mitglied der Akademie der Wissenschaften. Hier konzentrierte er sich auf astronomische und meteorologische Studien, zu denen er weitere Schriften verfasste, die teilweise veröffentlicht wurden. Er widmete sich der Verbesserung des Barometers und anderer Instrumente.

## Schriften
- Introductio in philologiam generalem. 1714–1715
- Isagoge ad studia mathematica. 1712
- Ophthalmographia. 1716
- Astrognosia novissima. In: Miscellanea Berolinensia.
- Détermination de la différence des meridians de Paris et de Berlin, prés. à l'académie de Paris.